# ریخارد روزندال
ریخارد روزندال (هلندی: Richard Rozendaal؛ زادهٔ ۶ آوریل ۱۹۷۲) دوچرخه‌سوار اهل هلند است.